# Janenschia
 Janenschia  ist eine Gattung der sauropoden Dinosaurier (Sauropoda) aus der Großgruppe der Titanosaurier. Einzige bekannte Art ist Janenschia robusta, die im späten Oberjura (Tithonium) in Ostafrika lebte.
Janenschia war einer der beiden ersten Dinosaurier, die in der berühmten Fundstelle Tendaguru in Tansania gefunden wurden. Eberhard Fraas beschrieb den Fund ursprünglich als Gigantosaurus robustus. Später entdeckte man, dass der Name Gigantosaurus bereits vergeben war und benannte die Art in Tornieria robusta um. Schließlich stellte sich heraus, dass das Tier nicht zur selben Gattung gehörte wie Tornieria africana, und so schlug Rupert Wild 1991 den neuen Namen Janenschia vor, zum Gedenken an Werner Janensch, den Leiter der deutschen Tendaguru-Expedition.

## Anatomie
Janenschia war ein typischer Sauropode, groß und mit langem Hals und Schwanz. Er war sehr robust gebaut und erreichte so bei etwa 17 Meter Länge ein Gewicht von 15 bis 20 Tonnen.
Das Tier ging auf vier säulenförmigen Beinen; allein der Oberschenkel (Femur) war 1,38 Meter lang. Janenschia mag, wie andere Titanosaurier, von gepanzerten Platten bedeckt worden sein, aber hierfür gibt es bisher keine fossilen Beweise.

## Systematik
Janenschia ist einer der primitivsten sowie der älteste bekannte Vertreter der Titanosauria, womit ihm eine besondere Bedeutung für das Verständnis des Ursprunges dieser Gruppe zukommt. Die Titanosauria waren die bei weitem erfolgreichste Gruppe der Sauropoden in der Kreidezeit und anscheinend auch die einzige Gruppe, die bis zum Ende dieser Periode überlebte. Sie waren insbesondere in Gondwana sehr häufig und weit verbreitet, und das Vorkommen ihres ältesten Vertreters Janenschia in Afrika mag darauf hindeuten, dass hier auch ihr Ursprung zu suchen ist.
Eine andere manchmal zur gleichen Gattung gestellte Form ist „Gigantosaurus“ dixeyi aus der Unterkreide von Malawi. Dieser Titanosaurier wird aber inzwischen einer eigenen Gattung – Malawisaurus – zugerechnet.